# La Chèvre (film)
La Chèvre är en fransk komedifilm från 1981 i regi av Francis Veber och i huvudrollen Pierre Richard och Gérard Depardieu. Det är den andra filmen regisserad av Francis Veber efter Le Jouet från 1976. Den större delen av filmen spelades in i Mexiko.

## Rollista
- Pierre Richard ... François Perrin
- Gérard Depardieu ... Monsieur Campana
- Michel Robin ... Alexandre Bens
- André Valardy ... Monsieur Meyer
- Corynne Charbit ... Marie Bens
- Pedro Armendáriz Jr. ... polis Custao
- Jorge Luke ... Júan Larbal
- Maritza Olivares ... prostituerad
- Sergio Calderón ... fången
- Robert Dalban ... teknikern
- Michel Fortin ... mannen i Orly
- Jacqueline Noëlle ... Lambert, sekreteraren till Alexandre Bens

## Box office
- Frankrike (1981) : 7,079,674 biljetter[1]